# Fabio Mengozzi
Fabio Mengozzi (Asti, Italië, 12 mei 1980) is een Italiaanse componist en pianist.

## Biografie
Fabio Mengozzi studeerde piano en compositie leer aan de conservatorium van Turijn. Direct aansluitend studeerde bij Azio Corghi aan de Accademia Nazionale di Santa Cecilia in Rome. Hij werd opgeleid tot pianist door Aldo Ciccolini.
Hij ontving taalrijke prijzen en onderscheidingen zoals de "11° Concorso Pianistico Nazionale Città di Genova" (2e prijs); "3° Concorso Nazionale per Giovani Pianisti Comune di Terzo d'Acqui" (1e prijs); "1° Concorso Nazionale Riviera dei fiori Città di Alassio" (1e prijs); "XIII Concorso Pianistico Nazionale Città di Genova" (1e prijs); "Concorso Musicale Europeo Città di Moncalieri" (1e prijs); "2° Concorso Nazionale di Musica per borse di studio di Tortona" (1e prijs);  "7° Concorso Nazionale di Esecuzione Musicale Franz Schubert di Tagliolo Monferrato" (1e prijs); "3° Concorso Nazionale di Musica per giovani interpreti Città di Asti" (2e prijs); "1° Concorso Pianistico Italiano Premio Città di Cortemilia" (2e prijs); "4° Concorso Pianistico Nazionale Carlo Vidusso di Milano" (2e prijs); "Concorso Pianistico Nazionale Lorenzo Perosi di Tortona" (1e prijs); "Primo Concorso Pianistico Regionale Cortile Casa Lodigiani di Alessandria" (1e prijs); "Concorso Nazionale di Composizione Mozart Oggi 2005 di Milano" (2e prijs); "Concorso Internazionale di Composizione per Strumenti a Percussione di Fermo" (2e prijs); "9° Concorso Internazionale di Composizione per chitarra e quartetto d'archi Michele Pittaluga di Alessandria"(3e prijs).
Mengozzi werkte als componist reeds samen met verschillende ensembles en artiesten, onder andere het Marco Angius, Francesco Attesti, Assia Cunego, Alpaslan Ertüngealp, Nicolas Horvath, Flavio Emilio Scogna, Antidogma Musica, Orchestra i Pomeriggi Musicali, Trio Debussy.
Haar composities zijn wereldwijd uitgevoerd op festivals als het  MITO SettembreMusica, Stagione Sinfonica dell'Orchestra i Pomeriggi Musicali, Nuova Consonanza, Rassegna di Musica Antica e Contemporanea Antidogma, Aegean Arts International Festival (Kreta), University of Minnesota Duluth New Music Festival (Verenigde Staten), La Nuit du Piano Minimaliste (Collioure), Gli Amici di Musica/Realtà (Milaan), Festival Verdi Off (Parma), in Algerije, Argentinië, Azerbeidzjan, België, Brazilië, Canada, Chili, Denemarken, Duitsland, Estland, Frankrijk, Griekenland, Haïti, Ierland, IJsland, India, Iran, Israël, Italië, Japan, Kroatië, Montenegro, Nederland, Oekraïne, Oostenrijk, Polen, Portugal, Rusland, Servië, Slovenië, Spanje, Turkije, Verenigd Koninkrijk, Verenigde Staten, Volksrepubliek China, Zuid-Afrika en Zwitserland.

## Discografie
- Italy, CD harpAcademy (2014)[15]
- Mistero e poesia, CD Stradivarius (2018)[16][17]
- A Mario Castelnuovo-Tedesco, Music by Castelnuovo-Tedesco – Scapecchi – Mengozzi, CD Editions Habanera (2019)[18]
- Romanza alla Terra (single), pianist Anna Sutyagina (2021)
- Melodia lunare V (single), pianist Anna Sutyagina (2021)[19]
- Orpheus (singolo), CD SMC Records (2022)[20]
- Romanza alla Terra (singolo elettronico) (2022)[21]
- Via Crucis (2022)[22]
- Musica con creta (2023)[23]
- Suppliche (2023)[24]

## Werken

### Werken voor orkest
- Vortici, affetti e un'evocazione (2005) per orchestra
- Secretum (2016) per orchestra d'archi
- Constructores (2017) per orchestra d'archi
- Aurora (2018) per orchestra da camera

### Kamermuziek
- Trio (2001) per flauto, oboe e pianoforte
- Sezioni di suono (2003) per quartetto di percussioni
- Elegia (2004) per due viole e pianoforte
- Interferenze (2004) per flauto, clarinetto, violoncello, pianoforte e percussione
- Ricercare (2004) per violino, violoncello e pianoforte
- I cerchi concentrici (2006) per pianoforte e percussioni
- Naos (2006) per viola e pianoforte
- Neshama (2008) per pianoforte
- Mirrors (2010) per chitarra e quartetto d'archi
- Lied (2010) per ensemble di clarinetti
- Sonata per arpa e percussione (2010)
- Arabesque (2011) per arpa
- Diario d'arpa (2011) per arpa
- Dieci frammenti celesti (2012) per pianoforte preparato
- Poema della trasmigrazione (2012) per arpa
- Romanza al cielo (2012) per arpa
- Rosa (2012) per arpa
- Crux (2012) per arpa
- Symbolon (2012) per due arpe
- Segreta luce (2013) per pianoforte
- Ascensio ad lucem (2013) per pianoforte
- Spire (2013) per pianoforte
- Le rêve de l'échelle (2013) per ensemble di clarinetti
- Novella (2013) per arpa o arpa celtica
- Mysterium (2013) per pianoforte
- Moto fluttuante (2014) per arpa
- Phoenix (2014) per violino e arpa
- Circulata melodia (2014) per pianoforte
- Oltrepassando il valico (2014) per pianoforte
- Veli (2014) per pianoforte
- Commiato (2014) per pianoforte
- Poema della luce (2014) per pianoforte
- Poema litico (2015) per pianoforte a quattro mani
- Sub vesperum (2015) per pianoforte a quattro mani
- Anelito al silenzio (2015) per pianoforte
- Reverie IV (2015) per pianoforte
- Larus (2015) per violino, viola, violoncello e pianoforte
- Artifex (2015) per pianoforte
- Faro notturno (2015) per pianoforte
- Horizon (2015) per pianoforte
- Kairos (2015) per pianoforte
- Nauta (2015) per pianoforte
- Ianus (2015) per pianoforte
- Ananke (2016) per pianoforte
- Era (2016) per pianoforte
- Romanza alla Terra (2016) per pianoforte
- Reame (2016) per pianoforte
- Meteora (2016) per due pianoforti
- Promenade (2016) per pianoforte a sei mani
- Flos coeli (2016) per pianoforte
- Ceruleo vagare (2017) per pianoforte
- Cometa nella notte (2017) pianoforte
- Estro (2017) per pianoforte
- Rivo di cenere (2017) per pianoforte
- Scintilla (2017) per pianoforte
- Sempiterna ruota (2017) pianoforte
- Sfinge (2017) per pianoforte
- Viride (2017) per pianoforte
- Sorgente I (2018) per flauto e pianoforte
- Ousia (2018) per arpa e pianoforte
- Ousia II (2018) per flauto, violoncello, arpa e pianoforte
- Delta (2018) per quartetto d'archi
- Romanza alla Terra II (2018) per flauto e pianoforte
- Melodia lunare (2018) per corno inglese
- Melodia lunare II (2018) per oboe
- Fantasia (2018) per chitarra e pianoforte
- Fiat lux (2018) per organo
- Auriga (2018) per arpa e pianoforte
- Auriga II (2019) per pianoforte, arpa e orchestra d'archi
- Ora (2019) per flauto e violoncello
- SATOR (2019) per soprano e quartetto d'archi
- Pavana (2020) per due flauti contralti e flauto basso
- Solo (2020) per trombone
- Tre incantazioni (2020) per flauto
- Vision (2020) per corno inglese, fagotto e pianoforte
- Raggio (2020) per clarinetto
- Agli albori (2020) per soprano e viola
- Aria dell'aria (2020) per flauto dei Nativi americani
- Claro (2020) per due clarinetti
- Oasi (2020) per flauto
- Rest in peace (2020) per soprano, flauto e pianoforte
- Melodia lunare III (2020) per flauto
- Melodia lunare IV (2020) per saxofono tenore
- Melodia lunare V (2020) per pianoforte
- Eclipse (2020) per saxofono soprano
- Autunno, petali sopiti nel vento (2021) per arpa
- Primavera, stormi frementi nel silenzio del tramonto (2021) per arpa
- Estate, luce di stelle nella notte (2021) per arpa
- Inverno, neve cadente nel gelo dell'alba (2021) per arpa
- Monodia cosmica (2021) per violino
- Ailes (2021) per ocarina
- Antica ocarina (2021) per ocarina
- Oasi II (2023) per flauto basso e saxofono contralto
- Gemma (2023) per arpa[25]
- Notte leggiadra di pioggia (2023) per pianoforte (sola mano sinistra)[26]

### Vocale muziek
- Hortus conclusus (2004) per coro femminile
- Da una terra antica (2008) per coro misto
- Gan Naul (2013) per coro femminile

### Elektronische muziek
- The woman clothed with the sun (2022)
- Orpheus (2022)
- Delle vette e degli abissi (2022) per saxofono tenore ed elettronica
- Romanza alla Terra (2022)
- Via crucis (2022)
- Musica con creta (2023)
- Suppliche (2023)
- Venus (2023)
- Antiche memorie custodite tra le fronde (2023)
- Lullaby for a child born in times of war (2023)
- Sub rosa (2023)
- Lacrimosa (2023)
- Ove tutto si dissolve (2023)
- Salmo XXXIV (2023)